# Naoëlle d'Hainaut
Pour les articles homonymes, voir d'Hainaut.
Naoëlle d'Hainaut, née Toubache le 20 janvier 1983 à Creil (Oise), est une cheffe cuisinière française. Elle est la gagnante de la saison 4 de l'émission Top Chef sur M6 en 2013.
Le restaurant L'Or Q'Idée dont elle est chef a obtenu une étoile au Guide Michelin en janvier 2019. Cela fait de Naoëlle d'Hainaut une des rares femmes chef étoilées en France.

## Biographie
Fille d'un père boucher et d'une mère au foyer d'origine algérienne, Naoëlle d'Hainaut grandit à Rantigny. Enfant, elle veut devenir décoratrice d'ameublement, mais il n'y a pas d'école près de chez elle et à 14 ans elle ne veut pas quitter le domicile familial. Sur les conseils d'un de ses professeurs, elle s'oriente alors vers une formation en cuisine. Elle suit un préapprentissage, un CAP puis un bac professionnel au sein de l'établissement « le Manoir de Gouvieux » dans l'Oise (Fondation INFA). Inspirée par Cyril Lignac qu'elle regarde dans l'émission Oui chef ! elle découvre la facette gastronomique de la cuisine, qui l'attire.
Elle commence sa carrière dans l'Oise, notamment au restaurant Dolce, à Chantilly, où elle découvre l’ambiance des concours avec Alain Montigny, qui prépare alors le MOF. Elle y rencontre Matthieu d'Hainaut, sommelier, qui deviendra son mari. Puis Naoëlle d'Hainaut entre au restaurant Épicure de l'hôtel Le Bristol auprès du chef triplement étoilé Éric Fréchon, où elle travaille pendant dix ans, gravissant les échelons jusqu'à devenir sous-chef. Elle s'installe à Saint-Ouen-l'Aumône, dans le Val-d'Oise.
À la fin de 2012, elle commence les épreuves de la saison 4 de Top Chef, diffusée à partir du 4 février 2013 sur M6. Elle gagne le concours lors de la finale face à Florent Ladeyn, diffusée le 29 avril 2013. La semaine suivante, le 6 mai 2013, elle revient sur les écrans de M6 dans l'émission Le choc des champions où elle s'incline devant Jean Imbert, gagnant de la saison précédente.
Après l'émission, Naoëlle devient chef dans le restaurant gastronomique de la marque Vente-privee.com afin de prendre du recul par rapport à ses expériences précédentes et de développer sa propre identité culinaire en s'émancipant de celle d'Éric Frechon.
En mai 2017, Naoëlle d'Hainaut ouvre avec son mari Matthieu d'Hainaut, sommelier, son propre restaurant à Pontoise : l'Or Q'Idée. Le nom du restaurant est dérivé de sa fleur préférée, l'orchidée.
Le 21 janvier 2019, Naoëlle d'Hainaut obtient une étoile au Guide Michelin pour son restaurant l'Or Q'Idée.